# NEC SX

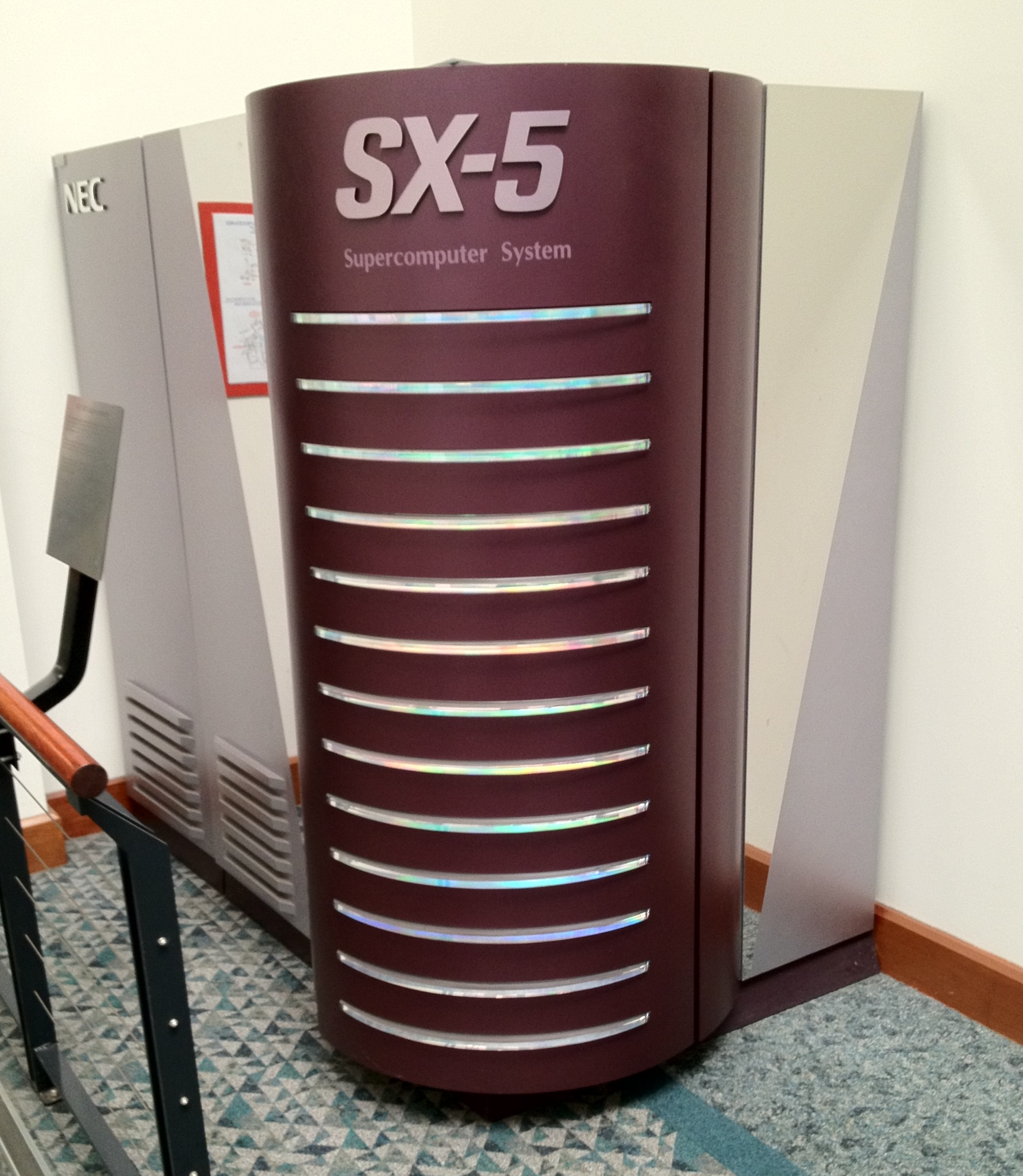
Стойка SX-5 на выставке в Австралийском технологическом парке

Серия SX (или архитектура SX) — семейство векторных суперкомпьютеров, которые разрабатываются, производятся и продаются японской компанией NEC. С момента выхода в апреле 1983 года первых моделей серии — SX-1 и SX-2 — было выпущено несколько поколений этой архитектуры. С SX-1 и SX-2 в начале 80-х компания NEC вошла на мировой рынок суперкомпьютеров, где в это время безраздельно правили две американские компании - Control Data и Cray Research. Годом ранее свои суперкомпьютеры представили две другие японские компании - Hitachi и Fujitsu. С конца 1990-х годов суперкомпьютеры серии SX являются одними из самых мощных среди векторных суперкомпьютеров. Несколько лет, начиная с 2001 года, компания Cray по соглашению с NEC продавала суперкомпьютеры SX-5 и SX-6 эксклюзивно на территории США и неэксклюзивно — по всему миру.
За свой вклад в разработку архитектуры SX инженер Тадаси Ватанабэ (Tadashi Watanabe) был награждён Премией Эккерта — Мокли («Eckert–Mauchly Award») в 1998 году и Премией Сеймура Крэя («Seymour Cray Computer Engineering Award») в 2006 году.

## Системы серии SX
Серия SX была представлена в апреле 1983 сразу двумя моделями — SX-1 и SX-2. Модель SX-2 была первым в мире супекомпьютером, преодолевшим барьер вычислительной мощности 1 Гфлопс, показав производительность в 1,3 Гфлопс.
Модели SX-3 (апрель 1990 года) были первыми мультипроцессорами в серии и поставили новый мировой рекорд производительности в 22 Гфлопс.
Начиная с серии SX-4 (ноябрь 1994-го) суперкомпьютеры серии SX являются параллельным, то есть состоящими из нескольких узлов (до 10 узлов у SX-4, свыше 500 узлов — у SX-ACE). Каждый узел состоит из нескольких параллельных векторных процессоров (см. SMP), а узлы объединяются в стандартную схему с общей распределенной памятью (схема SDM-MIMD в таксономии Флинна, или NUMA — по способу доступа к памяти). В модели SX-4 NEC перешел на технологию КМОП при изготовлении процессоров, до этого использовались микросхемы на биполярных транзисторах с эмиттерно-связанной логикой, на основе которых строила свои суперкомпьютеры компания Cray. Это позволило снизить общую стоимость, а также энергопотребление системы и использовать простое воздушное охлаждение вместо водяного. В SX-4 также был осуществлен переход с памяти SRAM на память DRAM.
Модели SX-6 (октябрь 2001 г.) и SX-7 (октябрь 2002 г.) впервые использовали векторные процессоры, выполненные на одном кристалле. На узлах модели SX-6 был построен суперкомпьютер Earth Simulator и являлся самым мощным суперкомпьютером в мире по тесту LINPACK с 2002 по 2004 году с результатом 35,86 Тфлопс. Вторая, более мощная, версия Earth Simulator — Earth Simulator-2 построена на узлах модели SX-9.
|                                                 | SX-2   | SX-3 | SX-4  | SX-5   | SX-6  | SX-7   | SX-8   | SX-8R  | SX-9  | SX-ACE |
| ----------------------------------------------- | ------ | ---- | ----- | ------ | ----- | ------ | ------ | ------ | ----- | ------ |
| Год                                             | 1983   | 1989 | 1994  | 1998   | 2001  | 2002   | 2004   | 2006   | 2007  | 2013   |
| Макс. число процессоров                         | 1      | 4    | 32    | 16     | 8     | 32     | 8      | 8      | 16    | 1      |
| Пиковая мощность ЦПУ, Гфлопс                    | 1,3    | 5,5  | 2     | 8      | 8     | 8,83   | 16     | 35,2   | 102,4 | 256    |
| Пиковая мощность системы, Гфлопс                | 1,3    | 22   | 64    | 128    | 64    | 282    | 128    | 281,6  | 1638  | 256    |
| Макс. объем памяти                              | 256 МБ | 2 ГБ | 16 ГБ | 128 ГБ | 64 ГБ | 256 ГБ | 128 ГБ | 256 ГБ | 1 ТБ  | 1 ТБ   |
| Пропускная способность шины памяти, ГБ/с        | 11     | 44   | 512   | 1024   | 256   | 1129   | 512    | 563,2  | 4096  | 256    |
| Пропускная способность шины памяти на ЦПУ, ГБ/с | 11     | 22   | 16    | 64     | 32    | 35,3   | 64     | 70,4   | 256   | 256    |

|                                                | SX-4   | SX-4A  | SX-5 | SX-6 | SX-8  | SX-8R  | SX-9   | SX-ACE |
| ---------------------------------------------- | ------ | ------ | ---- | ---- | ----- | ------ | ------ | ------ |
| Макс.число узлов                               | 16     | 16     | 32   | 128  | 512   | 512    | 512    | 512    |
| Макс. кол-во ЦПУ                               | 512    | 256    | 512  | 1024 | 4096  | 4096   | 8192   | 512    |
| Пиковая мощность, Тфлопс                       | 1      | 0.5    | 4    | 8    | 65    | 140,8  | 839    | 131    |
| Макс. объем памяти                             | 256 ГБ | 512 ГБ | 4 ТБ | 8 ТБ | 64 ТБ | 128 ТБ | 512 ТБ | 32 ТБ  |
| Общая пропускная способность шины памяти, ТБ/с | 8      | 4      | 32   | 32   | 131   | 281,6  | 2048   | 131    |

### Текущая версия
Текущей моделью серии является модель SX-ACE. Каждый процессор модели SX-ACE имеет пиковую производительность 256 Гфлопс и поддерживает до 1 Тбайта оперативной памяти. Узел SX-ACE состоит из одного процессора, а система может содержать до 512 узлов.

## Программное обеспечение
Начиная с SX-3 суперкомпьютеры серии SX работают под управлением 64-битной UNIX-подобной операционной системы SUPER-UX и поставляются с компиляторами языков FORTRAN и C++. Компания Cray также разработала компилятор языка Ada, который поставляется по желанию заказчика. Некоторые прикладные программы поставляет сама компания NEC, но ожидается, что заказчик сам будет писать и устанавливать своё ПО.
На суперкомпьютере Earth Simulator использовалась специальная операционная система под названием "ES OS" (Earth Simulator Operating System). Она содержит множество специфических функций, которые имеются только в Earth Simulator OS и отсутствуют в обычных версиях ОС SUPER-UX.
Помимо коммерческого прикладного программного обеспечения на SUPER-UX можно откомпилировать и запустить множество свободного ПО, например Emacs и Vim. Существует также версия компилятора GCC, портированная под эту платформу.